# Küchenmeister
Küchenmeister ist eine gastronomische Aufstiegsfortbildung für Köche, die zur Leitung einer gastronomisch eingerichteten Küche befähigt (Küchenchef).

## Deutschland
Küchenmeister ist in Deutschland eine nach dem Berufsbildungsgesetz durch die Industrie- und Handelskammer geregelte berufliche Aufstiegsfortbildung für Köche. Sie erfolgt in Bildungseinrichtungen im Bereich von Industrie und Handel, beispielsweise in Hotelschulen. Vollzeit- und Teilzeitkurse dauern zwischen drei Monaten und zwei Jahren. Küchenmeister erwerben während der Vorbereitungskurse auf die IHK-Prüfung grundlegende Qualifikationen in Volks- und Betriebswirtschaft, Recht, Steuern, Unternehmensführung, Controlling, Rechnungswesen, Personalwirtschaft, Informationsmanagement und Kommunikation. Sie lernen Mitarbeiter zu führen, Abläufe zu planen, durchzuführen und zu kontrollieren, Produkte zu beschaffen, ernährungswissenschaftliche Kenntnisse anzuwenden und Gäste zu beraten. Ziel der Meisterprüfung ist die Übernahme von Führungsaufgaben in der Gastronomie, die Vervollständigung des Fachwissens zur Gründung selbständiger Unternehmen und die Berechtigung zur praktischen Schulung von Auszubildenden. Nach bestandener Meisterprüfung wird dem neuen Meister vom Prüfungsausschuss der prüfenden Industrie- und Handelskammer der Meisterbrief zum/zur Geprüften Küchenmeister/-in (IHK) verliehen. Küchenmeister findet man in Hotels und Pensionen, Krankenhäusern, Altersheimen, Restaurants, Kantinen, Versuchsküchen oder bei Herstellern von Fertig- und Tiefkühlgerichten. Der Deutsche Hotel- und Gaststättenverband e. V. unterstützt die Qualifizierung zum Küchenmeister.

## Schweiz
In der Schweiz hat ein ausgelernter Koch EFZ die Möglichkeit, sich nach entsprechender Erfahrung zusätzlich die aufbauenden Weiterbildungen zum Chefkoch EFA respektive zum eidg. dipl. Küchenchef HF zu machen. Die Ausbildung des Chefkoch EFA ist mit der des deutschen Küchenmeisters gleichgestellt und umfasst somit sämtliche Aufgabengebiete eines Küchenchefs. Die Ausbildung des eidg. dipl. Küchenchefs ist eine reine theoriebezogene Ausbildung und umfasst hauptsächlich managementbezogene Themen. Dies befähigt und unterstützt einen Küchenchef bei seinen Aufgaben in internationalen Grossbetrieben.